# Cláudio Caçapa
Cláudio Roberto da Silva, mais conhecido como Caçapa (Lavras, 29 de maio de 1976), é um treinador e ex-futebolista brasileiro com nacionalidade francesa que atuava como zagueiro. Atualmente é auxiliar técnico e comanda o Botafogo.

## Carreira

### Carreira como jogador
Cláudio Caçapa é oriundo das categorias de base do Atlético Mineiro. Ficou conhecido por jogar limpo, cometendo poucas faltas e recebendo poucos cartões. Em 1999, participou do vice-campeonato brasileiro conquistado pelo clube mineiro. Após isso, foi vendido para o Lyon, da França, onde contribuiu para o inédito título nacional da equipe, hoje heptacampeã. Seu contrato com o Lyon expirou no verão de 2007 e não foi renovado, ficando o jogador livre para negociar com outro clube.
Logo depois defendeu o Newcastle, da Inglaterra, durante dois anos.
Em agosto de 2009 foi anunciado como reforço do Cruzeiro. Em novembro de 2010, após sofrer uma torção no joelho direito, o jogador se submeteu a uma cirurgia para correção de uma lesão no menisco. Em janeiro foi dispensado pela equipe mineira.
Em 24 de janeiro de 2011, foi contratado pelo Évian, time da segunda divisão francesa com um contrato de seis meses com opção de renovação por mais um. No final da temporada, foi Campeão da Segundona Francesa. Apesar disso, Caçapa deicidiu não renovar com o clube francês e retornou ao Brasil.
No dia 19 de julho de 2011, foi anunciado que o zagueiro Caçapa negociava com o Avaí. Dois dias depois, Caçapa desembarcou em Florianópolis para realizar exames médicos e assinar o seu contrato com o clube. Em sua primeira partida pelo clube, Caçapa entrou de titular mas foi substituído aos 40 minutos do primeiro tempo pelo também estreante Caíque. Sua passagem pelo Avaí, foi prejudicada por uma grave lesão que sofreu no meio do campeonato. Ao final a temporada, o Avaí foi rebaixado de divisão no Campeonato Brasileiro e Caçapa foi liberado pelo clube.
No dia 19 de março de 2012, Caçapa anuncia sua Arena para ministrar aulas de escolinha de futebol em parceria com o seu ex-clube Lyon, e de quebra anuncia a sua aposentadoria aos 35 anos de idade.

### Carreira como treinador
No dia 30 de junho de 2023, foi emprestado pelo Lyon ao Botafogo. Veio para cobrir a saída de Luís Castro e ficou até a chegada de Bruno Lage. Como técnico interino, comandou quatro jogos do clube e venceu todos por 2–0.
Teve uma passagem no RWD Molenbeek em 2023 e 2024, comandando a equipe em 28 jogos, sendo sete vitórias, sete empates e quatorze derrotas, sendo rebaixado para a segunda divisão belga.
Em 2025, após um início muito ruim comandado por Carlos Leiria durante o Campeonato estadual e a perda do título da Supercopa do Brasil, o Botafogo anunciou a volta de Caçapa como auxiliar técnico permanente, além de ficar responsável como treinador interino enquanto a diretoria busca um nome para ocupar o cargo.

## Estatísticas
Atualizadas até 13 de fevereiro de 2025
| Clube         | Jogos | Vitórias | Empates | Derrotas | Aproveitamento |
| ------------- | ----- | -------- | ------- | -------- | -------------- |
| Botafogo      | 4     | 4        | 0       | 0        | 100%           |
| RWD Molenbeek | 28    | 7        | 7       | 14       | 33.33%         |

## Títulos como jogador
Atlético Mineiro
- Campeonato Mineiro: 1999, 2000
- Copa CONMEBOL: 1997

Lyon
- Campeonato Francês: 2001-02, 2002-03, 2003-04, 2004-05, 2005-06, 2006-07
- Copa da Liga Francesa: 2000-01
- Supercopa da França: 2002, 2003, 2004, 2005, 2006

Évian
- Campeonato Francês - Segunda Divisão: 2010-11

### Prêmios individuais
- Bola de Prata: 1999[22]
- Troféu Telê Santana – Seleção do Ano: 2010[23]